# 亚碘酸
亚碘酸，化学式为HIO2，它非常不稳定只能在水溶液中短暂存在。至今也没有可靠报道制得了这种酸。